# Madhava av Sangamagrama
Madhava av Sangamagrama, född ca 1350 i Sangamagrama (nära Cochin), Kerala, Indien, död ca 1425, var en matematiker och astronom av Keralaskolan för astronomi och matematik, som han anses ha grundat och som var aktiv under 1300-, 1400- och 1500-talen.
Madhava betraktas i Indien som den intellektuelle fadern till klassisk matematisk analys genom att ha tagit steget från den antika matematikens finita metoder. Speciellt utvecklade han flera serier (så kallade Madhava-serier) för trigonometriska funktioner, såsom
{\displaystyle {\begin{alignedat}{3}\sin \theta &=\theta -{\frac {\theta ^{3}}{3!}}+{\frac {\theta ^{5}}{5!}}-{\frac {\theta ^{7}}{7!}}+\cdots &&=\sum _{k=0}^{\infty }{\frac {(-1)^{k}}{(2k+1)!}}\theta ^{2k+1},\\[10mu]\cos \theta &=1-{\frac {\theta ^{2}}{2!}}+{\frac {\theta ^{4}}{4!}}-{\frac {\theta ^{6}}{6!}}+\cdots &&=\sum _{k=0}^{\infty }{\frac {(-1)^{k}}{(2k)!}}\theta ^{2k},\\[10mu]\arctan x&=x-{\frac {x^{3}}{3}}+{\frac {x^{5}}{5}}-{\frac {x^{7}}{7}}+\cdots &&=\sum _{k=0}^{\infty }{\frac {(-1)^{k}}{2k+1}}x^{2k+1}\quad {\text{där }}|x|\leq 1.\end{alignedat}}}
Dessa serier motsvaras idag av Taylorutvecklingarna för dessa funktioner. Madhava arbetade också med beräkningar av konstanten {\displaystyle \pi } och utvecklade följande uttryck, som brukar kallas Madhava-Leibnitz-serien eller bara Leibnitz formel för {\displaystyle \pi }:
{\displaystyle {\frac {\pi }{4}}=1-{\frac {1}{3}}+{\frac {1}{5}}-{\frac {1}{7}}+\cdots =\sum _{n=1}^{\infty }{\frac {(-1)^{n-1}}{2n-1}},}